# Chloroclystis obturgescens
Chloroclystis obturgescens är en fjärilsart som beskrevs av Louis Beethoven Prout 1926. Chloroclystis obturgescens ingår i släktet Chloroclystis och familjen mätare. Inga underarter finns listade i Catalogue of Life.